# マッテオ・ベレッティーニ
マッテオ・ベレッティーニ（Matteo Berrettini, 1996年4月12日 - ）は、イタリア・ローマ出身の男子プロテニス選手。ATPランキング自己最高位はシングルス6位、ダブルス105位。これまでにATPツアーでシングルス10勝、ダブルス2勝を挙げている。身長196cm。右利き、バックハンド・ストロークは両手打ち。

## 選手経歴

### ジュニア時代
イタリアのローマで父ルカと母クラウディアの元に生まれた。テニス好きな両親の元で幼くしてラケットを握ったベレッティーニはサッカー、水泳、柔道もやっていたものの、2歳下の弟ヤコポ（同じくテニス選手）にせがまれて一緒にプレーしていたことから、次第にテニスに熱を入れるようになった。
ベレッティーニの祖父はイタリアのフローレンス、祖母はブラジルのリオデジャネイロ出身でイタリアだけではなくブラジルの血も通っている。
母国イタリア語以外には、英語とスペイン語も流暢に話すことができる。

### 2015年 プロ転向
2015年にプロ転向したが、当初は膝の故障に悩まされていた。

### 2017年 ツアー参戦
BNLイタリア国際でワイルドカードを獲得してATPツアーデビューを果たした。1回戦で同胞のファビオ・フォニーニに敗れた。この年はいくつかのITFやチャレンジャー大会で優勝し、世界ランキングを300位近く上げる躍進を見せた。年間最終ランキングは135位。

### 2018年 ツアー初優勝
全豪オープンの予選を勝ち上がり、グランドスラム初出場。1回戦でアドリアン・マナリノに敗れた。BNPパリバ・オープンでも予選を勝ち上がり、本戦初戦でダニール・メドベージェフに敗れた。ハンガリー・オープンの1回戦でツアー初白星を挙げた。

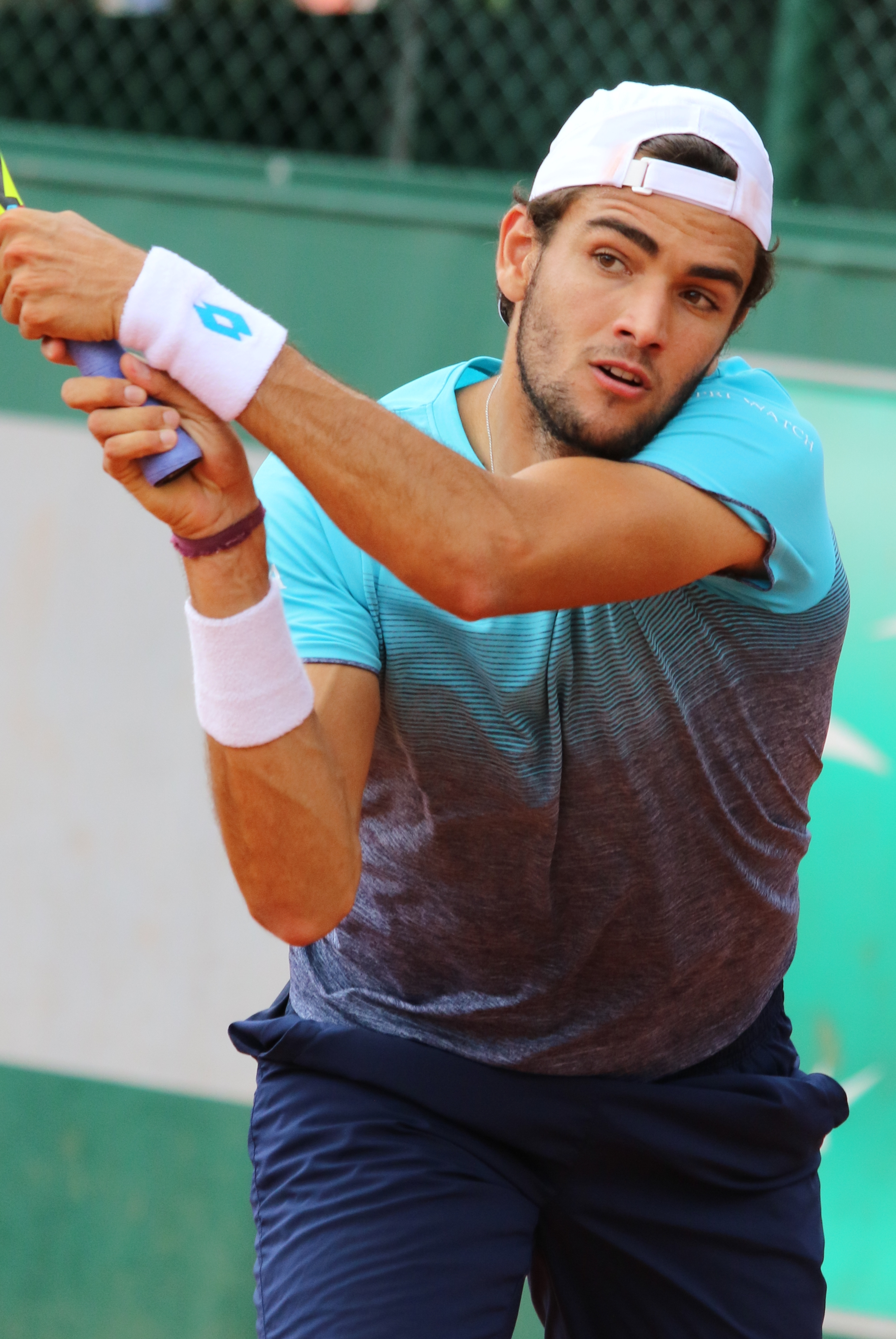
2018年全仏オープンでのマッテオ・ベレッティーニ

全仏オープンではグランドスラム初勝利。3回戦で今大会準優勝するドミニク・ティームに1セット取るも敗れた。ウィンブルドン選手権では1回戦でジャック・ソックをフルセットで破るが2回戦でジル・シモンに敗退。
7月のスイス・オープン・グシュタードシングルスでフェリシアーノ・ロペスらを下して初の決勝進出すると、決勝ではロベルト・バウティスタ・アグートを7–6, 6–4で破り、ATPツアー初優勝。さらにダブルスでも優勝を収め、単複両方でATPツアー優勝となった。全米オープンでは初戦敗退。年間最終ランキングは54位。

### 2019年 全米ベスト4 ATPファイナルズ初出場 トップ10入り
2月にデビスカップ初出場および初勝利した。4月のハンガリー・オープン決勝でフィリプ・クライノビッチに4-6, 6-3, 6-1で勝利し、ツアー2勝目を挙げる。翌週のBMWオープンでも決勝に進出したが、クリスチャン・ガリンに敗れた。BNLイタリア国際2回戦では世界ランキング4位のアレクサンダー・ズベレフを破り、対トップ10初勝利。
好調は続き、6月のメルセデス・カップではフェリックス・オジェ＝アリアシムを6-4, 7-6(11)で下して、大会中一度もブレークを許すことなく優勝を決めた。ウィンブルドン選手権ではこの大会限りでの引退を表明していたマルコス・バグダティスを2回戦で破ると、続く3回戦ではディエゴ・シュワルツマンをフルセットで下し自身初のグランドスラム4回戦進出を果たす。しかし4回戦で第2シードのロジャー・フェデラーに敗れた。

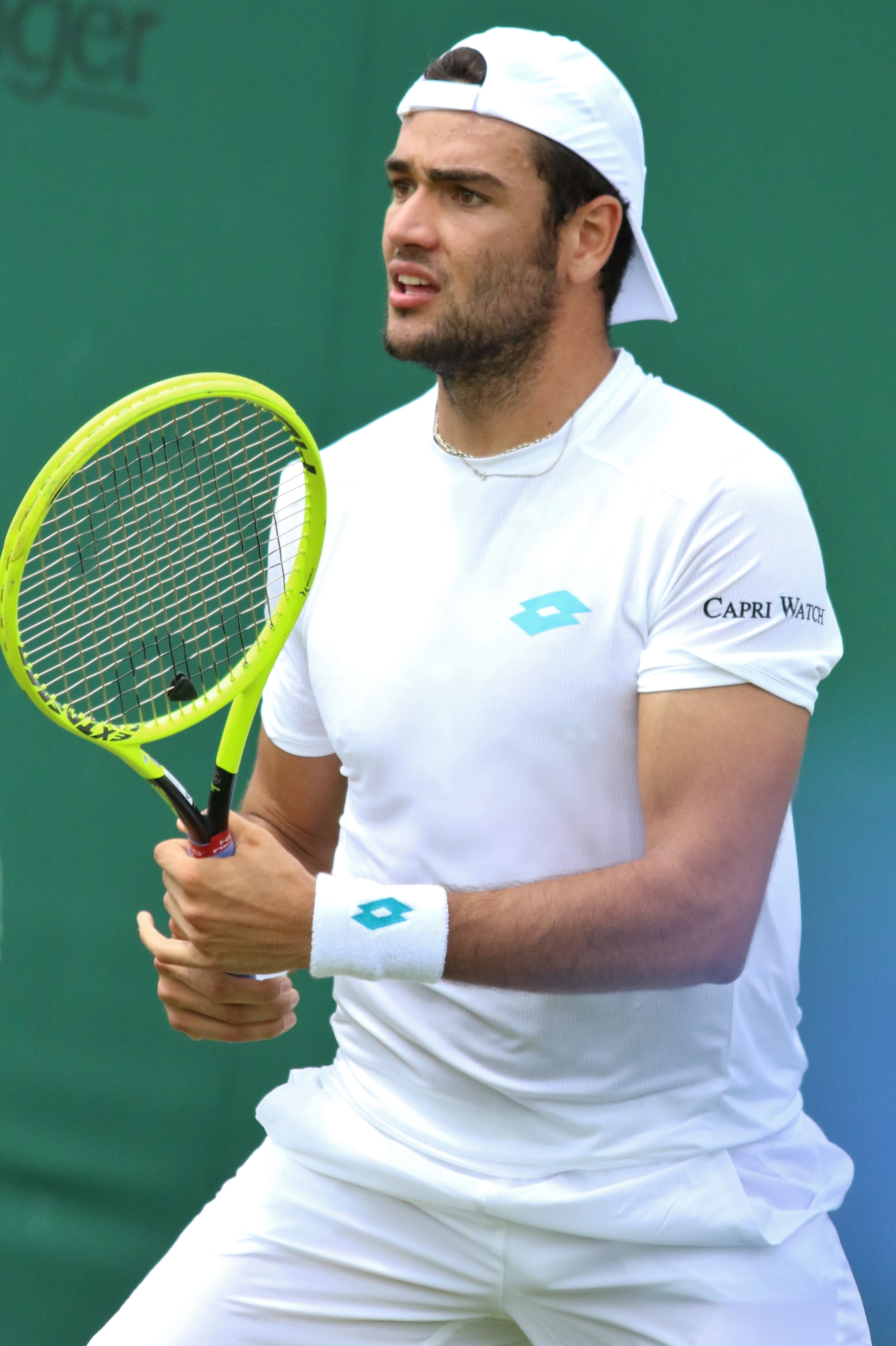
2019年ウィンブルドン選手権でのマッテオ・ベレッティーニ

躍進を遂げたのは全米オープン。準々決勝のガエル・モンフィス戦では3-6, 6-3, 6-2, 3-6, 7-6(5)のフルセットの激闘を制し、イタリア人としてはコラド・バラズッティ以来42年ぶりのベスト4進出を果たした。準決勝ではラファエル・ナダルと対戦し、6-7(6), 4-6, 1-6で敗れた。上海マスターズではロベルト・バウティスタ・アグートやドミニク・ティームを下してベスト4入り。準決勝でズベレフに敗れた。続くエルステ・バンク・オープンは準決勝でティームにリベンジされるも、大会終了後の世界ランキングで9位になり、トップ10入りを果たした。パリ・マスターズでは初戦敗退するも、ATPファイナルズ初出場が決まった。
ATPファイナルズではノバク・ジョコビッチとロジャー・フェデラーに敗れてラウンドロビン敗退したが、第3戦でドミニク・ティエムを7-6(3), 6-3で破り、イタリア人選手として同大会初白星を挙げた。年間最終ランキングは8位。

### 2020年 グランドスラム4回戦進出
全豪オープンでは第8シードとして出場するも、2回戦でテニーズ・サンドグレンに6-7(7), 4-6, 6-4, 6-2, 5-7で惜敗。第6シードで迎えた全米オープンでは4回戦までストレートで勝ち上がり、第10シードのアンドレイ・ルブレフに6-4, 3-6, 3-6, 3-6で敗れた。ローマ・マスターズではベスト8入りするも、準々決勝でキャスパー・ルードに敗れた。全仏オープンでは3回戦敗退。年間最終ランキングは10位。

### 2021年 ウィンブルドン準優勝 世界7位
イタリア代表のエースとしてファビオ・フォニーニと共にATPカップでチームを決勝に導き、決勝のロシア戦でダニール・メドベージェフに敗れ、準優勝を飾った。
全豪オープンでは初めて4回戦まで駒を進めたが、体調不良によりステファノス・チチパスとの試合前に棄権することを余儀なくされた。数週間ツアーから離れて休養し、クレーシーズンになってから復帰。その後セルビア・オープンで決勝まで進出し、全豪オープンでベスト4入りした今季絶好調のアスラン・カラツェフを6-1, 3-6, 7-6(0)で破りツアー4勝目を挙げた。
5月のムチュア・マドリード・オープンでは公式戦8連勝を記録し、ATPマスターズ1000初の決勝進出を果たした。決勝ではアレクサンダー・ズベレフに7-6(10-8), 4-6, 3-6の逆転で敗れ、マスターズ1000初優勝とはならなかった。全仏オープンでは4回戦進出。4回戦では第8シードのロジャー・フェデラーが試合前に棄権したため、不戦勝で自身初のベスト8入りを果たした。準々決勝では第1シードのノバク・ジョコビッチに3-6, 2-6, 7-6(5), 5-7で敗れた。
芝のシーズンに突入してクイーンズ・クラブ選手権ではATPツアー・500シリーズで初優勝を飾り、ツアー5勝目を挙げた。初出場の選手が同大会で優勝したのは1985年のボリス・ベッカー以来のことであった。その好調は続きウィンブルドン選手権では順当に準々決勝まで進出し、ベスト8入りを果たした。準々決勝ではフェリックス・オジェ＝アリアシムを6-3, 5-7, 7-5, 6-3で破り、準決勝に進出し、約2年ぶりのグランドスラムベスト4を決めた。準優勝ではこちらも大会初のベスト4入りを遂げたホベルト・ホルカシュを6-3, 6-0, 6-7(3), 6-4で下し、決勝進出を果たした。決勝ではノバク・ジョコビッチに7-6(4), 4-6, 4-6, 3-6で敗退したが、イタリア人としてウィンブルドン選手権で初の決勝進出を果たした快挙となった。大会後に世界ランキング自己最高の7位を更新した。
ウィンブルドンで太腿の怪我を負ったため東京五輪を残念ながら欠場。全米オープンにて復帰。準々決勝まで駒を進め、ジョコビッチに破れてベスト8で終わった。レーバーカップに欧州代表として初出場。シングルスではフェリックス・オジェ＝アリアシムに勝利。ダブルスではアレクサンダー・ズベレフと組み、ジョン・イズナー/デニス・シャポバロフ組に敗れたが欧州代表の優勝に貢献。ウエスタン・アンド・サザン・オープンでは3回戦でテイラー・フリッツに敗れた。エルステ・バンク・オープンでは準々決勝でカルロス・アルカラスに敗れた。
レースランキング6位で迎えた2年ぶりの出場となるATPファイナルズでは「レッドグループ」での初戦のアレクサンダー・ズベレフ戦で左脇腹を痛めたため、途中棄権でシーズン終了。レースランキング9位の同胞ヤニック・シナーが代役を務めた。年間最終ランキングは7位。

### 2022年 全豪ベスト4 世界6位
2022年からウェアをロットからドイツの高級ファッションブランドのヒューゴ・ボスに、シューズをアシックスへと契約を締結した。
全豪オープンでは第7シードとして出場。3回戦で第31シードのカルロス・アルカラスを2-6, 6-7(3), 6-4, 6-2, 7-6(5)のフルセットの熱戦で破り、4回戦で第19シードのパブロ・カレーニョ・ブスタを7-5, 7-6(4), 6-4のストレートで下して、初のベスト8入りを達成。この勝利により、1990年代の選手としてグランドスラム4大会でベスト8入りした選手となった。準々決勝では第17シードのガエル・モンフィスを6-4, 6-4, 3-6, 3-6, 6-2のフルセットで破り、ベスト4入り。イタリア人選手として同大会でのベスト4入りも初であった。準決勝で第6シードのラファエル・ナダルに3-6, 2-6, 6-3, 3-6で敗れたものの、この活躍により、世界ランキング6位を記録した。
3月のマイアミ・オープンを欠場して、右手の手術をした後、全仏オープンを含むクレーシーズンの大会を全欠場。グラスコートのボス・オープンで復帰を果たし、順当に決勝進出。決勝でアンディ・マリーを6-4, 5-7, 6-3で破り、ツアー6勝目を挙げる。続くシンチ選手権でも決勝でフィリプ・クライノビッチを7-5, 6-4で下して、ツアー7勝目を挙げ、2週連続でツアー優勝を遂げた。ウィンブルドン選手権は新型コロナウイルスの陽性反応により、欠場した。
スイス・オープン・グシュタードでは決勝でキャスパー・ルードに6-4, 6-7(4), 2-6で敗れ、準優勝。初出場となったナショナル・バンク・オープンでは1回戦でパブロ・カレーニョ・ブスタに3-6, 2-6のストレートで、ウエスタン・アンド・サザン・オープンではフランシス・ティアフォーに6-7(3), 6-4, 6-7(5)のフルセットの末に敗れ、それぞれ初戦敗退。第13シードで迎えた全米オープンでは3回戦でアンディ・マリーを6-4, 6-4, 6-7(1), 6-3で下すと、4回戦はアレハンドロ・ダビドビッチ・フォキナを3-6, 7-6(2), 6-3, 4-6, 6-2のフルセットの末破り、2年連続ベスト8入り。準々決勝で第5シードのキャスパー・ルードに1-6, 4-6, 6-7(4)でストレートで敗れた。
レーバーカップでは補員として参戦したが、シングルスでフェリックス・オジェ＝アリアシムを7-6(13), 4-6, 10-7で破り、ダブルスではノバク・ジョコビッチと組み、ジャック・ソック/アレックス・デミノー組に7-5, 6-2で勝利。アンディ・マレーと組んだダブルスではアリアシム/ソック組に6-2, 3-6, 8-10で破れ、ヨーロッパ選抜連覇にならなかった。
ナポリ・カップでは決勝まで進出するも、同胞のロレンツォ・ムゼッティに6-7(5), 2-6のストレートで敗れ準優勝。

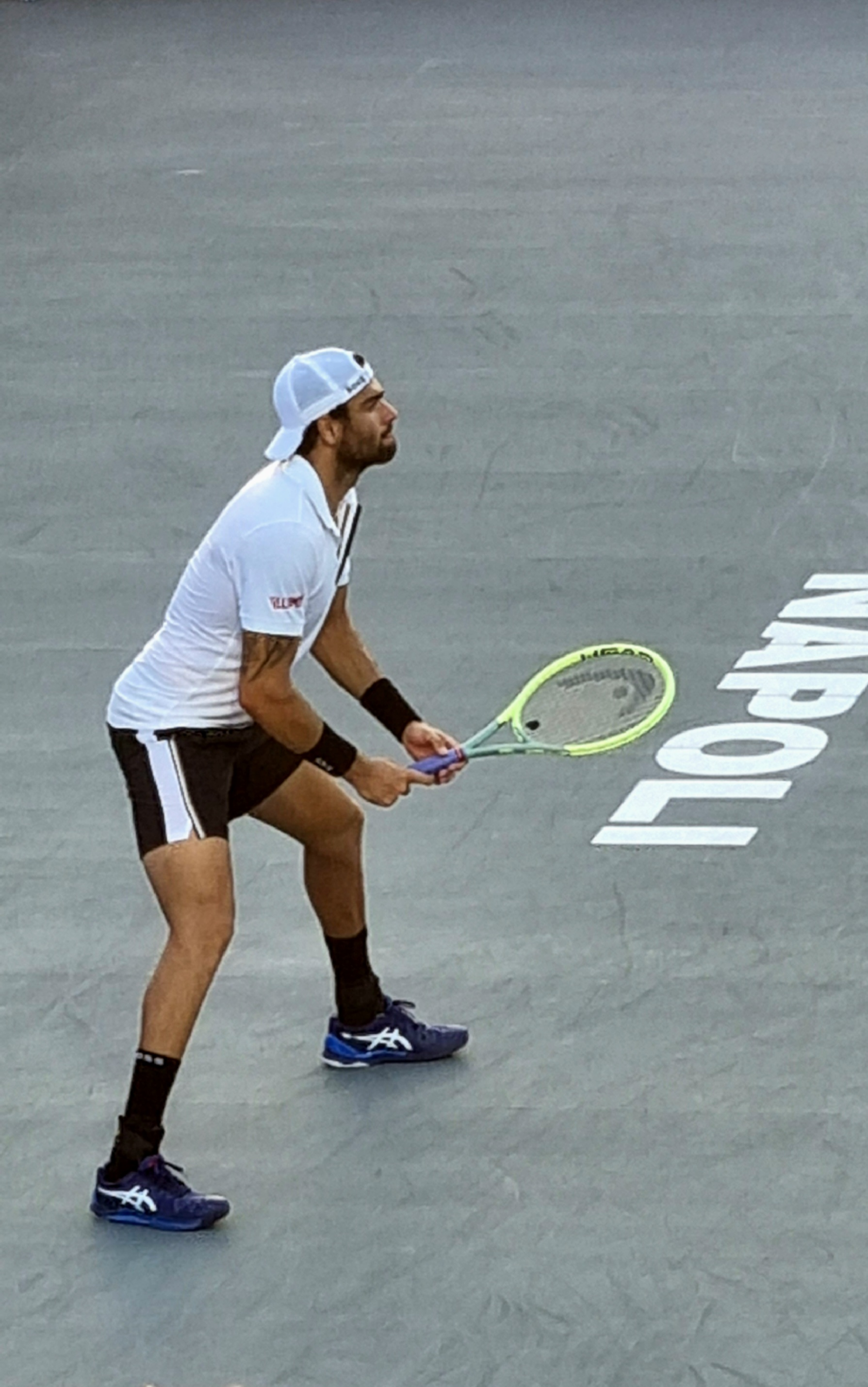
2022年ナポリ・カップでのマッテオ・ベレッティーニ

デビスカップ2022では足の完治が間に合わず、準々決勝のアメリカ合衆国戦を欠場。準決勝のカナダ戦ではダブルスでファビオ・フォニーニと組み、フェリックス・オジェ＝アリアシム/バセク・ポシュピシル組に6-7(4), 5-7のストレートで敗れ、シーズン終了。年間最終ランキングはシングルス16位。

### 2023年 ユナイテッド杯準優勝
1月、ユナイテッド・カップには準決勝でギリシャ代表を下し、決勝進出。決勝ではアメリカ代表に通算0-4で敗れ、チームは準優勝となった。
全豪オープンでは第13シードとして出場するも、1回戦で元世界ランキング1位のアンディ・マリーに3-6, 3-6, 6-4, 7-6(7), 6-7(6)の4時間49分のフルセットの死闘の末に、2019年以来4年ぶりの初戦敗退。
3月、メキシコ・オープンではベスト8入りするも、準々決勝でホルガ・ルーネを0-6, 0-1の時点で途中棄権。BNPパリバ・オープンでは2回戦でダニエル太郎に6-7(5), 6-0, 3-6で敗れた。フェニックス・チャレンジャーでは準々決勝でアレクサンダー・シェフチェンコに4-6, 6-3, 3-6で敗退。マイアミ・オープンではマッケンジー・マクドナルドに2回戦敗退。
4月、モンテカルロ・マスターズでは1回戦でマクシム・クレシーを6-4, 6-2、2回戦ではフランシスコ・セルンドロを5-7, 7-6(1), 6-4で下して、3回戦進出するも、ルーネ戦を前に棄権し、芝シーズンまでの全試合をスキップした。

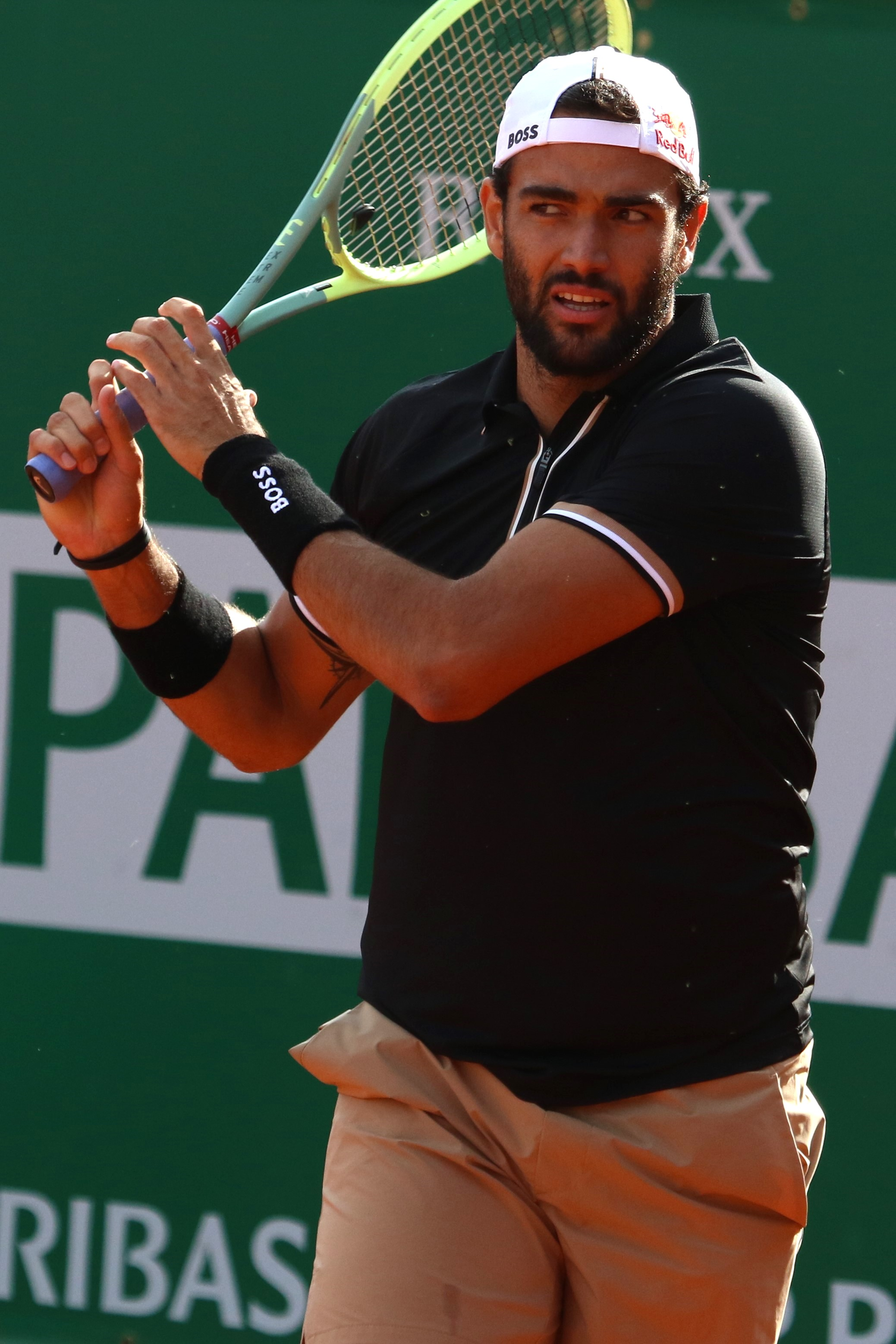
2023年モンテカルロ・マスターズでのマッテオ・ベレッティーニ

6月、シュトゥットガルト・オープンでは同胞のロレンツォ・ソネゴに1-6, 2-6で初戦敗退。
7月、ウィンブルドン選手権では怪我による離脱等でランキングを落としていたためノーシードとして参戦。1回戦では同胞のロレンツォ・ソネゴを6-7(5), 6-3, 7-6(7), 6-3で下し、2回戦では第15シードのアレックス・デミノーを6-3, 6-4, 6-4のストレートで破り、3回戦ではこちらも怪我からの復帰途上である第19シードのアレクサンダー・ズベレフを6-3, 7-6(4), 7-6(5)のストレートで破り、ベスト8を懸けた4回戦では第1シードのカルロス・アルカラスに3-6, 6-3, 6-3, 6-3で第1セットを奪うも、力尽きた。
8月、ナショナル・バンク・オープンでは2回戦でヤニック・シナーに4-6, 3-6のストレートで敗れた。ウエスタン・アンド・サザン・オープンではフェリックス・オジェ＝アリアシムに6-4, 2-6, 3-6で初戦敗退。
9月、全米オープンでは1回戦で第29シードのウゴ・アンベールを6-4, 6-2, 6-2のストレートで破るも、2回戦でアーサー・リンダークネッシュ戦で4-6, 3-5の時点で途中棄権し、怪我で早めにシーズン終了。年間最終ランキングは92位。

### 2024年 ツアー10勝目 デビス杯初優勝
昨年の怪我からリバビリを行っていたが、フェニックス・チャレンジャーでは復帰を果たすと、いきなり決勝進出。決勝ではヌーノ・ボルヘスに5-7, 6-7(4)で敗れ、準優勝を飾り、さらにプロテクトランキング（負傷などによる長期離脱選手の救済措置）を使用して、4月のハサン2世グランプリでは決勝でロベルト・カルバレス・バエナを5-7, 2-6のストレートで破り、2022年6月以来となるツアー8勝目を挙げた。7月のシュトゥガルト・オープンでは決勝進出。決勝ではジャック・ドレイパーに6-3, 6-7(5), 4-6の逆転で敗れ、準優勝を飾った。ウィンブルドン選手権では1回戦でマートン・フチョビッチに7-6(3), 6-2, 3-6, 6-1で下して、初戦を突破するも、2回戦では同胞の第1シードであるヤニック・シナーに6-7(3), 6-7(4), 6-2, 6-7(4)で敗れた。しかし、その後のスイス・オープンでは決勝でクエンティン・ハリーズを6-3, 6-1のストレートで完勝し、6年ぶり2度目の優勝を飾るとともに、今季ツアー2勝目を挙げた。翌週のオーストリア・オープンでは決勝でユーゴ・ガストンを7-5, 6-3のストレートで勝利して、2週連続優勝を果たし、今季3勝目及びツアー10勝目を挙げた。全米オープンでは1回戦でアルベルト・ラモス＝ビノラスを7-6(2), 6-2, 6-3のストレートで下すも、2回戦では第12シードのテイラー・フリッツに3-6, 6-7(1), 1-6のストレートで敗れた。11月の2024年デビスカップではデビスカップイタリア代表として2年ぶりに参戦。準決勝ではデビスカップオーストラリア代表のタナシ・コキナキスを6-7(6), 6-3, 7-5の逆転で下して、決勝進出。決勝ではデビスカップオランダ代表のボーティック・ファン・デ・ザンスフルプを6-4, 6-2のストレートで下して、イタリアの優勝に導く活躍も果たし、今季の輝かしい復帰に花を添える形となり、12月にはATPカムバック賞を受賞した。年間最終ランキングは34位。

### 2025年 ツアー通算200勝
年始のブリスベン国際ではジョーダン・トンプソンに6-3, 3-6, 4-6の逆転で初戦敗退。全豪オープンでは1回戦でキャメロン・ノリーを6-7(4), 6-4, 6-1, 6-3の逆転で勝利し、初戦突破するも、2回戦では第13シードのホルガ・ルーネに6-7(3), 6-2, 3-6, 6-7(6)で敗れた。マイアミ・オープンでは4回戦でアレックス・デミノーを6-3, 7-6(7)のストレートで下して、大会初のベスト8進出を果たした。準々決勝ではテイラー・フリッツに5-7, 7-6(7), 5-7で敗れた。マドリード・オープンでは2回戦でマルコス・ギロンを6-7 (3), 7-6 (6), 6-1の2時間34分に及ぶ死闘の末に逆転で下し、4年ぶり2度目の3回戦進出を果たすとともに、 オープン化以降、イタリア勢男子では史上8人目となるツアー通算200勝を達成した。

## プレースタイル
どのサーフェスでも通用するフォアハンドとサーブが武器。イタリアの次代の星として期待される逸材。「サーブ王」と呼ばれるように、196cmの長身から繰り出す時速235 km（146 mph）を超える強烈なサーブとハンマーのようなフォアハンドを持つアグレッシブベースライナー。切れ味鋭いバックハンドのスライスなどショットのバラエティも豊富。また、タイブレークや決勝のようなプレッシャーがかかる場面での精神的な強さも目立つ。それについて、本人は「サービスゲームをキープできるので、自信をもって試合に臨むことができる」と話している。

## ATPツアー決勝進出結果

### シングルス: 16回 (10勝6敗)
| 大会グレード                    |
| グランドスラム (0–1)            |
| ATPファイナルズ (0–0)           |
| ATPツアー・マスターズ1000 (0–1) |
| ATPツアー500 (2–0)              |
| ATPツアー250 (8–4)              |

| サーフェス別タイトル |
| ハード (0–1)         |
| クレー (6–3)         |
| 芝 (4–2)             |

| 結果   | No. | 決勝日         | 大会               | サーフェス | 対戦相手                         | スコア                  |
| ------ | --- | -------------- | ------------------ | ---------- | -------------------------------- | ----------------------- |
| 優勝   | 1.  | 2018年7月22日  | グシュタード       | クレー     | ロベルト・バウティスタ・アグート | 7-6(11-9), 6-4          |
| 優勝   | 2.  | 2019年4月28日  | ブダペスト         | クレー     | フィリプ・クライノビッチ         | 4-6, 6-3, 6-1           |
| 準優勝 | 1.  | 2019年5月5日   | ミュンヘン         | クレー     | クリスチャン・ガリン             | 1-6, 6-3, 6-7(1-7)      |
| 優勝   | 3.  | 2019年6月16日  | シュツットガルト   | 芝         | フェリックス・オジェ＝アリアシム | 6-4, 7-6(13-11)         |
| 優勝   | 4.  | 2021年4月26日  | ベオグラード       | クレー     | アスラン・カラツェフ             | 6-1, 3-6, 7-6(7-0)      |
| 準優勝 | 2.  | 2021年5月9日   | マドリード         | クレー     | アレクサンダー・ズベレフ         | 7-6(10-8), 4-6, 3-6     |
| 優勝   | 5.  | 2021年6月19日  | ロンドン           | 芝         | キャメロン・ノリー               | 6-4, 6-7(5-7), 6-3      |
| 準優勝 | 3.  | 2021年7月10日  | ウィンブルドン     | 芝         | ノバク・ジョコビッチ             | 7-6(7-4), 4-6, 4-6, 3-6 |
| 優勝   | 6.  | 2022年6月12日  | シュトゥットガルト | 芝         | アンディ・マリー                 | 6-4, 5-7, 6-3           |
| 優勝   | 7.  | 2022年6月19日  | ロンドン           | 芝         | フィリプ・クライノビッチ         | 7-5, 6-4                |
| 準優勝 | 4.  | 2022年7月24日  | グシュタード       | クレー     | キャスパー・ルード               | 6-4, 6-7(4-7), 2-6      |
| 準優勝 | 5.  | 2022年10月23日 | ナポリ             | ハード     | ロレンツォ・ムゼッティ           | 6-7(5-7), 2-6           |
| 優勝   | 8.  | 2024年4月7日   | マラケシュ         | クレー     | ロベルト・カルバリェス・バエナ   | 7-5, 6-2                |
| 準優勝 | 6.  | 2024年6月16日  | シュトゥットガルト | 芝         | ジャック・ドレイパー             | 6-3, 6-7(5-7), 4-6      |
| 優勝   | 9.  | 2024年7月21日  | グシュタード       | クレー     | クエンティン・ハリーズ           | 6-3, 6-1                |
| 優勝   | 10. | 2024年7月26日  | キッツビュール     | クレー     | ユーゴ・ガストン                 | 7-5, 6-3                |

### ダブルス: 2回 (2勝0敗)
| 結果 | No. | 決勝日        | 大会                 | サーフェス   | パートナー             | 対戦相手                                  | スコア             |
| ---- | --- | ------------- | -------------------- | ------------ | ---------------------- | ----------------------------------------- | ------------------ |
| 優勝 | 1.  | 2018年7月22日 | グシュタード         | クレー       | ダニエレ・ブラッキアリ | デニス・モルチャノフ イゴール・ゼレナイ   | 7-6(7-2), 7-6(7-5) |
| 優勝 | 2.  | 2018年9月23日 | サンクトペテルブルク | ハード(室内) | ファビオ・フォニーニ   | ロマン・ジェバリー マトウィ・ミドルクープ | 7-6(8-6), 7-6(7-4) |

## 成績

### 4大大会シングルス
略語の説明
| W | F | SF | QF | #R | RR | Q# | LQ | A | Z# | PO | G | S | B | NMS | P | NH |

W=優勝, F=準優勝, SF=ベスト4, QF=ベスト8, #R=#回戦敗退, RR=ラウンドロビン敗退, Q#=予選#回戦敗退, LQ=予選敗退, A=大会不参加, Z#=デビスカップ/BJKカップ地域ゾーン, PO=デビスカップ/BJKカッププレーオフ, G=オリンピック金メダル, S=オリンピック銀メダル, B=オリンピック銅メダル, NMS=マスターズシリーズから降格, P=開催延期, NH=開催なし.
| 大会           | 2017 | 2018 | 2019 | 2020 | 2021 | 2022 | 2023 | 2024 | 2025 | 通算成績 |
| -------------- | ---- | ---- | ---- | ---- | ---- | ---- | ---- | ---- | ---- | -------- |
| 全豪オープン   | A    | 1R   | 1R   | 2R   | 4R   | SF   | 1R   | A    | 2R   | 10–6     |
| 全仏オープン   | A    | 3R   | 2R   | 3R   | QF   | A    | A    | A    | A    | 8–4      |
| ウィンブルドン | A    | 2R   | 4R   | NH   | F    | A    | 4R   | 2R   | 1R   | 14–6     |
| 全米オープン   | LQ   | 1R   | SF   | 4R   | QF   | QF   | 4R   | 2R   |      | 18–7     |

### 大会最高成績
| 大会                 | 成績 | 年         |
| -------------------- | ---- | ---------- |
| ATPファイナルズ      | RR   | 2019, 2021 |
| インディアンウェルズ | 4R   | 2022       |
| マイアミ             | QF   | 2025       |
| モンテカルロ         | 3R   | 2023       |
| マドリード           | F    | 2021       |
| ローマ               | QF   | 2020       |
| カナダ               | 2R   | 2023       |
| シンシナティ         | 3R   | 2020, 2021 |
| 上海                 | SF   | 2019       |
| パリ                 | 2R   | 2019, 2020 |
| オリンピック         | A    | 出場なし   |
| デビスカップ         | W    | 2024       |
| ATPカップ            | F    | 2021       |
| ユナイテッド・カップ | F    | 2023       |